# Clénet Series I
Der Clénet Series I war das erste Pkw-Modell des US-amerikanischen Herstellers Clénet Coachworks.

## Beschreibung

### Das Konzept
Der Clénet Series I war ein großer, zweisitziger Roadster im klassischen Stil mit freistehenden Scheinwerfern und Kotflügeln, außenliegenden Auspuffrohren und einem großen verchromten Kühlergrill. Das Fahrzeug zitierte Stilmerkmale der frühen 1930er Jahre, hatte aber kein konkretes Vorbild. Die Motorhaube war weit über zwei Meter lang und stand in einem auffälligen Kontrast zu der klein dimensionierten Fahrgastzelle, die knapp vor der Hinterachse positioniert war.
Clénet verwendete technische Komponenten von Großserienmodellen. Das Fahrgestell und die Antriebstechnik einschließlich der Motoren stammte vom Continental Mark IV, dem seinerzeit größten und teuersten Coupé aus amerikanischer Herstellung. Die Fahrgastzelle, die Fensterflächen und die Türen wurden unverändert von einem MG Midget übernommen, die Clénet üblicherweise auf Schrottplätzen kaufte. Die restlichen Karosserieteile aus Aluminium und glasfaserverstärktem Kunststoff waren auf diese Komponenten zugeschnitten. Als Antrieb standen zwei Achtzylindermotoren von Ford mit 6,6 Liter Hubraum und 122–127 kW Leistung oder 7,5 Liter und 145–149 kW zur Wahl. Damit waren die Autos sehr leistungsfähig. Die Höchstgeschwindigkeit lag bei 175 und 190 km/h.
Die Standardausstattung der Roadster umfasste unter anderem Automatikgetriebe, Servolenkung, elektrische Fensterheber, eine verstellbare Lenksäule und eine Klimaanlage. Ein Verkaufsprospekt warb darüber hinaus mit einer Innenausstattung aus englischem Leder und „dänischem“ Teakholz; die seitlichen Ausstellfenster hatten geätzte Verzierungen. Die Farbwahl war völlig frei. Allerdings behielt sich Alain Clénet vor, besonders ausgefallene Wünsche jedenfalls nicht selbst zu erfüllen; entsprechende Arbeiten ließ er durch außenstehende Werkstätten durchführen.
Alain Clénet verstand sein Auto als Ausnahmefahrzeug. In einem Interview mit der Zeitschrift Santa Barbara Times aus dem April 1980 erklärte er, sein Auto sei eine „Belohnung für den Kapitalismus“:
„Unsere Kunden sind Menschen, die etwas geleistet haben, und sie zeigen, dass sie etwas geleistet haben, indem sie sich ein kleines Geschenk machen. Unsere Kunden sagen: 'Wenn ich etwas geleistet habe, dann kann ich das auch jedem anderen zeigen'“.
Diesen Ansatz nahm die amerikanische Presse auf. Die Fahrzeuge der ersten Serie erhielten viel Lob. Das Time Magazine etwa nannte den Wagen einen „Rodin of the road“ (Rodin der Straße), ein anderes Magazin sah in ihm den „amerikanischen Rolls-Royce“. Alain Clénet sah dementsprechend seinen Hauptkonkurrenten nicht in Excalibur, sondern in Rolls-Royce, und er versuchte, den Erfolg seiner Marke daran zu messen, wie viele Menschen anstelle des britischen „Konkurrenz“-Produkts eines seiner Autos gekauft hatten.
Nachfolger wurde der Clénet Series II.

### Die Verbreitung
Die Fahrzeuge der ersten Serie waren ausgesprochen erfolgreich. Alain Clénet hatte von vornherein die Produktion auf 250 Exemplare begrenzt. Diese Größenordnung war im September 1979 erreicht, als Clénet die Produktion des Series I einstellte. Darüber, wie viele Fahrzeuge genau hergestellt wurden, gibt es unterschiedliche Angaben:
- Die mit Alain Clénet verbundene Internet-Seite gibt an, dass 248 Serienfahrzeuge entstanden, dazu ein Prototyp aus dem Jahr 1976, der gemeinhin als Clénet Continental bezeichnet wird, sowie ein 1985 hergestelltes Sonderexemplar, das sich der neue Firmeninhaber Alfred di Mora im Werk Carpinteria aus Ersatzteilen herstellen ließ; letzteres Modell wird von di Mora als „Series I Designer Series“ bezeichnet.[2]

- Alfred di Mora hingegen geht von 250 Serienexemplaren aus, zu denen der Prototyp und das Sondermodell hinzuzuzählen seien.[3]

Die Clénets waren vor allem in Kalifornien beliebt. Käufer waren wohlhabende Geschäftsleute und Personen des öffentlichen Lebens wie etwa Rod Stewart oder der Entertainer Wayne Newton.

### Die Situation heute
Der Clénet Series I-Roadster hat, obwohl er ein sogenannter Neo-Klassiker ist, inzwischen selbst den Status eines Klassikers erreicht. Das gilt jedenfalls für die Vereinigten Staaten, wo es eine rührige Eigentümer- und Fan-Szene gibt. Gut erhaltene Series I-Roadster wechseln heute den Besitzer für mehr als 100.000 $. Etwas anders ist die Situation in Europa, wo die Akzeptanz von Neo-Klassikern gemeinhin geringer ist. Hier kommen die auffälligen Autos – ähnlich wie die des Konkurrenten Excalibur oder ähnliche. – über einen Exotenstatus nicht hinaus. Gleichwohl sind auch hier einige Fahrzeuge zu finden. In Deutschland etwa sind mindestens zwei Fahrzeuge gemeldet, in Frankreich und den Niederlanden ist je ein Exemplar bekannt und in Österreich drei.